# Kolonija naive u tehnici slame
Kolonija naive u tehnici slame je umjetnička kolonija koja se održava pri pri Hrvatskom kulturnom prosvjetnom društvu "Matija Gubec" iz Tavankuta.
Održava se svake godine. Prvi put se je održala 20. lipnja 1986. godine. Za počasnog predsjednika ove likovne ustanove se je izabralo poznatog slikara Milana Konjovića.
Kolonija je osnovana u povodu pedesetogodišnjice seljačke pobune u Tavankutu. Kolonija je uspjela opstati te je do 2011. održalo 26 saziva. Ana Crnković je bila višegodišnja voditeljica ove udruge. Od 1992. je godine voditeljicom Likovne sekcije slamarskog odjela HKPD Matija Gubec postala Jozefina Skenderović
Tradicijskim Okruglim stolom koji se organizira u sklopu ove likovne kolonije moderira povjesničarka umjetnosti Ljubica Vuković-Dulić.

## Srodni članci
- Likovno udruženje slamara amatera, kolonija LUSA, Udruženja slamara Lusa (Likovno udruženje slamara amatera) iz Subotice[7]